# Борголавеццаро
Борголавеццаро, Борґолавеццаро (італ. Borgolavezzaro, п'єм. Borghlavzar) — муніципалітет в Італії, у регіоні П'ємонт, провінція Новара.
Борголавеццаро розташоване на відстані близько 490 км на північний захід від Рима, 85 км на схід від Турина, 17 км на південний схід від Новари.
Населення — 2105 осіб (2014).
Щорічний фестиваль відбувається 16 лютого. Покровитель — santa Giuliana.

## Демографія
Населення за роками:

Станом на 1 січня 2023 року в муніципалітеті офіційно проживало 108 іноземців з 25 країн, серед них 26 громадян країн Євросоюзу та 5 громадян України.

## Сусідні муніципалітети
- Альбонезе
- Чилавенья
- Нікорво
- Роббіо
- Торнако
- Весполате

## Міста-побратими
- Сантільяна-дель-Мар